# Phu Luang (huyện)
Phu Luang (tiếng Thái: ภูหลวง) là một huyện (amphoe) của tỉnh Loei, đông bắc Thái Lan.

## Địa lý
Các huyện giáp ranh (từ phía nam theo chiều kim đồng hồ) là Nam Nao của tỉnh Phetchabun, Phu Ruea, Wang Saphung, Nong Hin và Phu Kradueng của tỉnh Loei.
Về phía tây bắc huyện là cao nguyên Phu Luang, ở đây có Khu bảo tồn cuộc sống hoang dã Phu Luang. Lâm viên Namtok Huai Lao với diện tích 3,4 km² xung quanh thác nước Huai Lao.

## Lịch sử
Tiểu huyện (King Amphoe) được thành lập ngày 28 tháng 11 năm 1980 với hai tambon Phu Ho và Nong Khan được tách ra từ Wang Saphung district. Đơn vị này đã được nâng cấp thành huyện ngày 9 tháng 5 năm 1992.

## Hành chính
Huyện này được chia thành 5 phó huyện (tambon), các đơn vị này lại được chia ra thành 43 làng (muban). Không có khu vực đô thị (thesaban), có 5 Tổ chức hành chính tambon.
| STT | Tên           | Tên tiếng Thái | Số làng | Dân số |  |
| --- | ------------- | -------------- | ------- | ------ |  |
| 1.  | Phu Ho        | ภูหอ            | 10      | 6.420  |  |
| 2.  | Nong Khan     | หนองคัน         | 9       | 4.601  |  |
| 4.  | Huai Sisiat   | ห้วยสีเสียด       | 8       | 3.966  |  |
| 5.  | Loei Wang Sai | เลยวังไสย์       | 8       | 4.138  |  |
| 6.  | Kaeng Si Phum | แก่งศรีภูมิ        | 8       | 3.944  |  |

Geocode 3 is not used.